# Pedro Rosales Dean
Pedro Rosales Dean (* 21. Februar 1930 in Calbayog) ist Alterzbischof von Palo.

## Leben
Pedro Rosales Dean empfing am 30. November 1956  die Priesterweihe. Paul VI. ernannte ihn am 12. Dezember 1977 zum Weihbischof in Davao und Titularbischof von Thuccabora.
Der Erzbischof von Cebu Julio Kardinal Rosales y Ras spendete ihm am 25. Januar des nächsten Jahres die Bischofsweihe; Mitkonsekratoren waren Antonio Lloren Mabutas, Erzbischof von Davao, und Teotimo  C. Pacis CM, Bischof von Legazpi.
Am 23. Juli 1980 wurde er zum Prälaten von Tagum ernannt. Johannes Paul II. erhob am 11. Oktober 1980 die Territorialprälatur zum Bistum und somit wurde er der erste Bischof von Tagum. Am 12. Oktober 1985 wurde er zum Erzbischof von Palo ernannt. Am 18. März 2006 nahm Papst Benedikt XVI. sein aus Altersgründen vorgebrachtes Rücktrittsgesuch an.